# Myomyscus verreauxii
Myomyscus verreauxii  (Smith, 1834) è un roditore della famiglia dei Muridi, unica specie del genere Myomyscus (Shortridge, 1942), diffuso in Sudafrica.

## Descrizione

### Dimensioni
Roditore di piccole dimensioni, con la lunghezza della testa e del corpo tra 90 e 113 mm, la lunghezza della coda tra 130 e 148 mm, la lunghezza del piede tra 25 e 27 mm, la lunghezza delle orecchie tra 17 e 19 mm e un peso fino a 52 g.

### Caratteristiche craniche e dentarie
Il cranio ha una scatola cranica piatta, le creste sopra-orbitali poco sviluppate, i fori incisivi larghi.
Sono caratterizzati dalla seguente formula dentaria:

### Aspetto
La pelliccia è moderatamente lunga e soffice. Le parti superiori ed i fianchi sono fulvo pallido, con dei riflessi giallognoli, mentre le parti inferiori sono bianche con dei riflessi azzurrognoli. Le orecchie sono lunghe, ovali e coperte finemente con piccoli peli nero brunastri. Le vibrisse sono lunghe e nerastre. Il dorso delle zampe è bianco. Gli artigli sono nascosti da peli rigidi e bianchi. La coda è più lunga della testa e del corpo, è uniformemente bruno-rossastra e cosparsa di piccoli e fini peli bianchi, i quali aumentano in numero e lunghezza verso l'estremità. Le femmine hanno 3 paia di mammelle pettorali e 2 paia inguinali.

## Biologia

### Comportamento
È una specie notturna e terricola.

### Alimentazione
Si nutre di semi, in particolare di piante del genere Protea e di insetti.

### Riproduzione
Si riproduce stagionalmente. Le femmine danno alla luce 6-12 piccoli alla volta anche dopo soltanto circa un mese dall'ultimo parto durante la fine della stagione delle piogge..

## Distribuzione e habitat
Questa specie è diffusa nelle Province sudafricane del Capo Occidentale e del Capo Orientale.
Vive nel Fynbos sia in pianura che nelle montagne. Non è noto se possa sopravvivere in ambienti disturbati o modificati.

## Conservazione
La IUCN Red List, considerato il vasto areale e la popolazione numerosa, classifica M.verreauxii come specie a rischio minimo (Least Concern).